# Luigi Longo
Luigi Longo [luídži lóngo], znan tudi pod psevdonimom Gallo (dobesedno petelin), italijanski politik, * 15. marec 1900, Fubine Monferrato, † 16. oktober 1980, Rim.
Longo je bil generalni sekretar Italijanske komunistične partije med letoma 1964 in 1972, nato do smrti njen predsednik (častna funkcija).
Longo je zgodovinski predstavnik italijanskega in svetovnega komunističnega gibanja, ki je v tridesetih letih prevzel pomembno vlogo z udeležbo v španski državljanski vojni kot glavni vodja mednarodnih brigad. Med drugo svetovno vojno je bil tesno povezan s sekretarjem Palmirom Togliattijem in Stalinovo Sovjetsko zvezo. Bil je politično-vojaški vodja komunističnih partizanskih formacij italijanskega odpora. Po vojni je sledil Togliattijevi politični liniji in kasneje nasledil Togliattija kot generalni sekretar partije.